# Zygophlebius
Zygophlebius (лат.) — род насекомых из подсемейства Zygophlebiinae семейства Psychopsidae, обитающий в Африке. Включает в себя три вида. Отличается от других родов африканских психопсидов, Cabralis и Silveira, следующими признаками: вершина «тройной вены» заднего крыла отмечена небольшим темно-коричневым пятном, затемненная область включает поперечные жилки, замыкающие «тройную вену» дистально, и мембрана, непосредственно примыкающая к ним.

## Описание
Глаза полушаровидные; глазки отсутствуют; латеральные глазковые/краниальные пульвины присутствуют, медиальная пульвинус отсутствует; торули с двумя усами (медиальным и латеральным). Переднее крыло субтреугольное; длина 14,5-22,5 мм (n = 27); мембрана от гиалиновой до бледно-желтой, пересеченная проксимально светло-коричневыми поперечными полосками (синапоморфия), дистально безупречная или мелкоирроративная; дистальное закрытие тройной вены отмечено темным пятном; реберные градации присутствуют или отсутствуют; имеются две или три хорошо развитые послесубкостальные серии градаций; самая задняя ветвь M (?MP) обычно дистально срастается с CuA. Заднее крыло субтреугольное, но уже переднего; мембрана безупречна, за исключением небольшого темного пятна, обозначающего дистальное закрытие «вены тройной» (синапоморфия).

### Терминалии самцов
Склериты брюшных сомитов 7, 8, 9 и 10 (эктопрокты) все свободные; седьмой тергит и седьмой стернит полукруглые; восьмой тергит узкий, его боковые края простираются вентрально и охватывают дыхальца восьмого сомита; восьмой стернит образовался сзади в виде округлой лопасти (незаметен у Z. pseudosilveira); девятый тергит узкий, дорсальный, вентрально широкий, боковые края вытянуты вентрально, весь передний край тергита с выступающей антекостой; девятый стернит в значительной степени мембранозный вентрально, вершина закругленная или с выемками и слабо склеротизована, боковые края склеротизованы, каждый несет хорошо развитый продольный ребер, который сочленяется проксимально с ипсилатеральным вентральным углом девятого тергита, латеральные ребра с проксимальными концами, образующимися внутри в виде коротких аподем за пределами их точки сочленения с девятым тергитом; эктопрокты широкотреугольные или более изящные; субанал (?десятый стернит) видный. Внегонарный нос заметно развит, крупные парные латеральные внегонарные отростки (энтопроцессы) имеются или отсутствуют; интрагонаркус развит по-разному, с признаками вторичного роста во взрослом состоянии, образуя выступающую антекосту гонарка, которая имеет тенденцию к отмиранию в сагиттальном направлении, при этом внутригемигонаркус имеет тенденцию к смещению на вентральную поверхность экстрагонопона; медиункус удлинённый, оттянутая и дистально загнутая (синапоморфия) трубка, ее проксимодорсальная поверхность примыкает к задне-срединному краю экстрагонопона, аподема медианальной приводящей мышцы прикрепляется к проксимовентральному краю трубки, движение медианкуса ограничено вертикальной срединной плоскостью с помощью двухмыщелкового сочленение с экстрагонопонами, срединная вершина простая (не выемчатая); с комплексом гонаркуса и медиункуса также связана пара слабо склеротизованных, билатерально симметричных медиункальных добавочных склеритов, которые присутствуют в гоносаккальной мембране непосредственно под экстрагонопонами и непосредственно впереди основания медиункуса. Девятые гонококситы срослись медиально; вентральные края образуют полукруглую дугу между вентральными углами гемигонарка, с которой проксимально сочленяются гонококситы; срединная часть дуги, образующая основание сужающегося кпереди треугольного участка слабо склеротизованной кутикулы; каждый гонококсит несет крупную, округлую или угловатую, щетинковидную лопасть проксимодорсально (синапоморфия), между этими лопастями лежит углубленный перепончатый мешочек, в который впадает медианкус в покое; вентральные края сросшихся девятых гонококситов образуют дорсальную опору для перепончатого выворачивающегося мужского гоносакка и его ассоциированный внутренний гипандрий.

### Женские терминалии
Седьмой тергит полукруглый; седьмой стернит широкополукруглый, но с задним краем, глубоко выемчатым медиально, есть выемка разделяющая пару хорошо развитых парасагиттальных выступов; имеется сагиттальный киль (синапоморфия), вариабельно образующийся сзади в виде срединного выступа; восьмой тергит узкий вентрально, очень узкий дорсально, заднебоковые края срослись с переднебоковыми краями девятого тергита, латеральные концы отходят вентрально и охватывают дыхальца восьмого сомита; восьмой стернит узкий, прямой, склерит, его вершина щетинисто-двулопастная или простая (обычно, по крайней мере, в начале двулопастная); девятый тергит узкий дорсально, сильно расширен и сзади выступает вентрально, его густо опушенные задне-вентральные края сходятся вдоль вентральной срединной линии, передний край отмечен с внутренней стороны заметной антекостой, антекостальные сегменты, лежащие дорсальнее дыхалец восьмого сомита, увеличены в виде пары небольших латеральных квадратных квадратов. аподемы, передне-вентральные углы развиты в виде округлых лопастей; эктопрокты с передними краями сросшимися с соседними краями девятого тергита, но частично свободными дорсально, вентральные края отделены от подтягивающего девятого тергита перепончатой полосой, вершины сужены и завернуты внутрь; субгениталия небольшая, субквадратная и асетозная пластинка, передний край которой закруглен для приспособления к изгибу задней поверхности восьмого стернита и несет пару латеральных бугорков; частично сросшиеся восьмой и девятый тергиты и эктопрокты, образующие жесткий шаровидный каркас, полностью заполненный внутри большим перепончатым мешком, инвагинированным от задне-вентральных краев девятого тергита; субанал (?десятый стернит) выступающий; имеется копулятивная ямка, неглубокая ямка или увеличенная сфероидальная камера с небольшим передним или дорсальным отростком, лежащая на вентральной срединной линии между седьмым и восьмым стернитами. Пара билатерально-симметричных лопатообразных пластинок; передний (спинной) край каждого с выступающим внутренним ребром; перепончатая мезальная поверхность в основании с небольшой слабо склеротизованной инвагинацией (постгенитальная); вершина густо опушена удлиненными улитковидными щетинками; стилус имеется, его вентральная сторона плотно усажена короткими, утолщенными и дугообразными щетинками. Сумка перепончатая, иногда со слабой склеротизацией, непрерывная вентрально с параллельными краями дорсо-продольной щели в канале осеменения/оплодотворения; переднебоковые поверхности развиты в виде пары крупных рожкообразных дивертикулов (синапоморфия), на каждый из которых врастает один или два протока бурсальных желез; коллетериальный проток железы вставлен переднемедиально в мембрану вышележащего основания на девятых гонококситах. Канал осеменения/оплодотворения, состоящий из склеротизованной передней «сперматеки» (прикрепленной к вентеральной части бурсы), задний конец которой оттянут в узкий проток; сперматека при взгляде сбоку неровная, боковые края по направлению к заднему концу выдаются вентрально в виде пары широких округлых лопастей, передний конец с небольшой округлой входной порой, по всей длине дорсальной поверхности с сагиттальной щелью, которая доходит до прикрепленного протока.

## Биология
Пищеварительные каналы очищенных взрослых особей обычно содержат фрагменты кутикулы, что позволяет предположить, что они являются обычными хищниками мелких членистоногих. Имаго Z. pseudosilveira и Z. leoninus ведут дневной образ жизни в Трансваале, Южная Африка.

## Филогения
Кладистические оценки филогенетического положения Zygophlebius внутри семейства Psychopsidae и межвидовые отношения внутри Zygophlebius приведены Oswald (1993). Три африканских рода психопсид Silveira, Cabralis и Zygophlebius образуют монофилетическую (= голофилетическую) группу, подсемейство Zygophlebiinae, которое является сестринской группой для второй клады, подсемейства Psychopsinae, которое содержит два неафриканских рода Balmes и Psychopsis. Внутри Zygophlebiinae род / клада Silveira является сестринской группой родственных родов / клад Cabralis и Zygophlebius. Внутри Zygophlebius вид Z. pseudosilveira является сестринским видом пары сестринских видов Z. zebra и Z. leoninus.

## Копулятивная система
Как характерно для всех психопсидов, самцы и самки видов Zygophlebius обладают характерным копулятивным аппаратом, в котором сцепление осуществляется за счет заключения восьмого стернита самки между противопоставленными медиункусом самца и девятым гонококситом (Oswald 1993). У трех видов Zygophlebius медиунки самцов и соответствующие копулятивные ямки самок (сагиттальные ямки между 7 и 8 стернитами самок, в которые вставлены медиунки самцов) обладают особенно интересным набором коадаптированных черт.
У самок Zygophlebius задняя срединная линия 7-го стернита несет короткий продольный киль, который на заднем крае стернита представлен выступом различной степени выраженности. Как киль, так и выпуклость демонстрируют прогрессивное усиление вдоль ряда видов Z. pseudosilveira (слабо развит), до Z. zebra, до Z. leoninus (хорошо развит). Синапоморфной особенностью самцов видов Zygophlebius- является изгиб дистальной части медианкуса. Эта рекурватура также демонстрирует прогрессивное усиление вдоль ряда видов Z. pseudosilveira (слабо развитая), Z. zebra и Z. leoninus (хорошо развитая). Тесная ассоциация дистального конца медианкуса самца с выступом 7-го стернита самки во время копуляции и корреляция серий трансформации этих двух структур предполагает, что эти структуры эволюционировали совместно. Предполагается, что тенденция к увеличению кривизны дистальной части медианкуса самцов является эволюционным ответом на прогрессивное удлинение седьмого выступа грудины у самок. Эта гипотеза согласуется с идеей о том, что все более изогнутые медиальные вершины самцов стали необходимы, чтобы обойти все более удлиняющиеся седьмые выступы грудины самок и, таким образом, обеспечить постоянный доступ к копулятивной ямке самки и правильное размещение внутри нее. Если эти преобразования точны и должным образом поляризованы, они предполагают, что Z. leoninus является наиболее недавно дифференцированным видом Zygophlebius.

## Распространение
Широко распространен в субэкваториальной Африке, простирается к северу от экватора в Заире, вероятно, в Уганде, а также, возможно, в Кении и Сомали. Надежные записи существуют для следующих стран: Ангола, Кения, Малави, Мозамбик, Южная Африка (Трансвааль, Наталь), Свазиленд, Танзания, Уганда, Заир, Замбия и Зимбабве. В настоящее время не известно никаких записей из Намибии, Ботсваны, Лесото, Капской провинции или Оранжевого Свободного государства Южной Африки. Большая часть этих последних регионов может быть слишком засушливой для существования видов Zygophlebius. Fraser (1951) ошибочно сообщил о «Psychopsis zebra» с Мадагаскара. Образец, на который ссылается Fraser, на самом деле был собран на острове Фунду, маленьком острове у побережья Занзибара на северо-востоке Танзании. На Мадагаскаре в настоящее время не известно ни одного вида психопсидов.

### Биогеография
Относительно небольшие известные ареалы видов Z. pseudosilveira и Z. zebra расположены на окраинах ареала более широко распространенного вида Z. leoninus, с Z. pseudosilveira на юго-западе и Z. zebra на северо-востоке. Zygophlebius pseudosilveira известен только из своего типового местонахождения, где он симпатричен Z. leoninus. Zygophlebius zebra и Z. leoninus, с другой стороны, кажутся аллопатрическими на основании существующих записей о распространении. Однако очевидное отсутствие обоих этих видов на географической дуге, простирающейся от южной Танзании через центральную Танзанию к западной Кении, также можно интерпретировать как артефакт коллекционирования, особенно потому, что нет никаких явных физических или экологических барьеров, разделяющих известные ареалы этих видов. Если, как предполагалось выше, Z. leoninus является наиболее недавно дифференцированным видом рода Zygophlebius, наложение своего диапазона между диапазонами двух его сестринских видов, образующие интересную биогеографическую закономерность, которая согласуется с гипотезой о том, что распространение Z. zebra и Z. pseudosilveira является реликтовым и что Z. leoninus в настоящее время или когда-то в прошлом увеличил свой ареал за их счет.

## Классификация
Всего в роде есть три вида:
- Zygophlebius pseudosilveira Oswald, 1993
- Zygophlebius leoninus Navas, 1910 typus
- Zygophlebius zebra Brauer, 1889